# リオデジャネイロ地下鉄
リオデジャネイロ地下鉄（葡: Metrô do Rio、通常はメトロと呼ばれる）は、ブラジルのリオデジャネイロで運行されている大量輸送の地下鉄道である。最初の区間は1979年に開通し、現在3路線58 km41駅を有している。ブラジルではサンパウロ地下鉄に次ぐ第2の地下鉄網である。

## 概要
軌間は1,600 mmの広軌、電気方式は第三軌条方式。列車は約6分間隔で運行される。2013年、ISO 9001認証を受ける。

## 路線
| 路線 | 区間                             | 開通年度 | 営業キロ(km) | 駅数 | 備考              |
| ---- | -------------------------------- | -------- | ------------ | ---- | ----------------- |
| 1    | Ipanema/General Osório ↔ Uruguai | 1979年   | 16           | 20   |                   |
| 2    | Pavuna ↔ Botafogo                | 1981年   | 25           | 26   | 10駅が1号線と共通 |
| 3    | Arariboia ↔ Visconde de Itaboraí | 計画路線 | 42           | 18   |                   |
| 4    | General Osório ↔ Jardim Oceânico | 2016年   | 16           | 5    |                   |
| 5    | Gávea ↔ Carioca                  | 計画路線 | 10           | 8    |                   |
| 6    |                                  | 計画路線 | 22           |      |                   |

1号線は1979年にGlória - Praça Onze間の5 kmの区間が開通し、全線が地下である。最近では2014年にSaens Peña - Uruguai間が延伸開通した。
2号線はEstácio - Maracanã間の区間が1981年に開通。1983年には一部区間で地平を走るライトレール路線として Maracanã - Irajá間が開通した。輸送量の増大から1998年にフル地下鉄化され、現在は踏切は解消され、LRT規格の小型車両もすでに廃車になっている。当初はEstácio駅から1号線のCarioca駅まで乗り入れる計画であったが、2009年に別経由のSão Cristóvão -  Central間が開通し、1号線のボタフォゴ駅まで乗り入れるようになった。その結果、São Cristóvão駅から分岐して1号線のEstácioに向かう路線は支線扱いとなり、週末のみの運行となっている。
4号線がリオデジャネイロオリンピックの開催に合わせて2016年7月に開通した。8月まではオリンピック関連の乗客限定の運行を行っており、9月19日に一般客の利用が解放された。2017年3月25日には1号線の Uruguai駅までの乗り入れ運転を開始した。Gávea駅までの支線が建設中である。
3号線は建設準備中であり、 カリオカ駅からグアナバラ湾を通る海底トンネルを通じてリオの対岸のニテロイやサンゴンサロとを結ぶ路線となる。5号線はGáveaとカリオカ駅間、6号線は市内とリオデジャネイロ国際空港を結ぶ路線となる予定である。

正縮尺にて描かれたリオデジャネイロ交通路線図。

## 車両
2012年に、三菱電機製の主要電機品を搭載した、長春軌道客車製の電車が投入された。一部の輸入車体の寸法が大きすぎ、プラットフォームに接触するトラブルが起こって調整のために本格投入が遅れたが、現在は稼動中である。2014 FIFAワールドカップでは同社車両は1484本運行し、リオ五輪用には15本が交付された。
車両にはブラジルのマフェルサ社製の普通鋼製車と、アルストム社製のステンレス鋼製車もあり、ともに6両編成である。
ラッシュ時間帯において女性専用車両も併結されている。

## ギャラリー

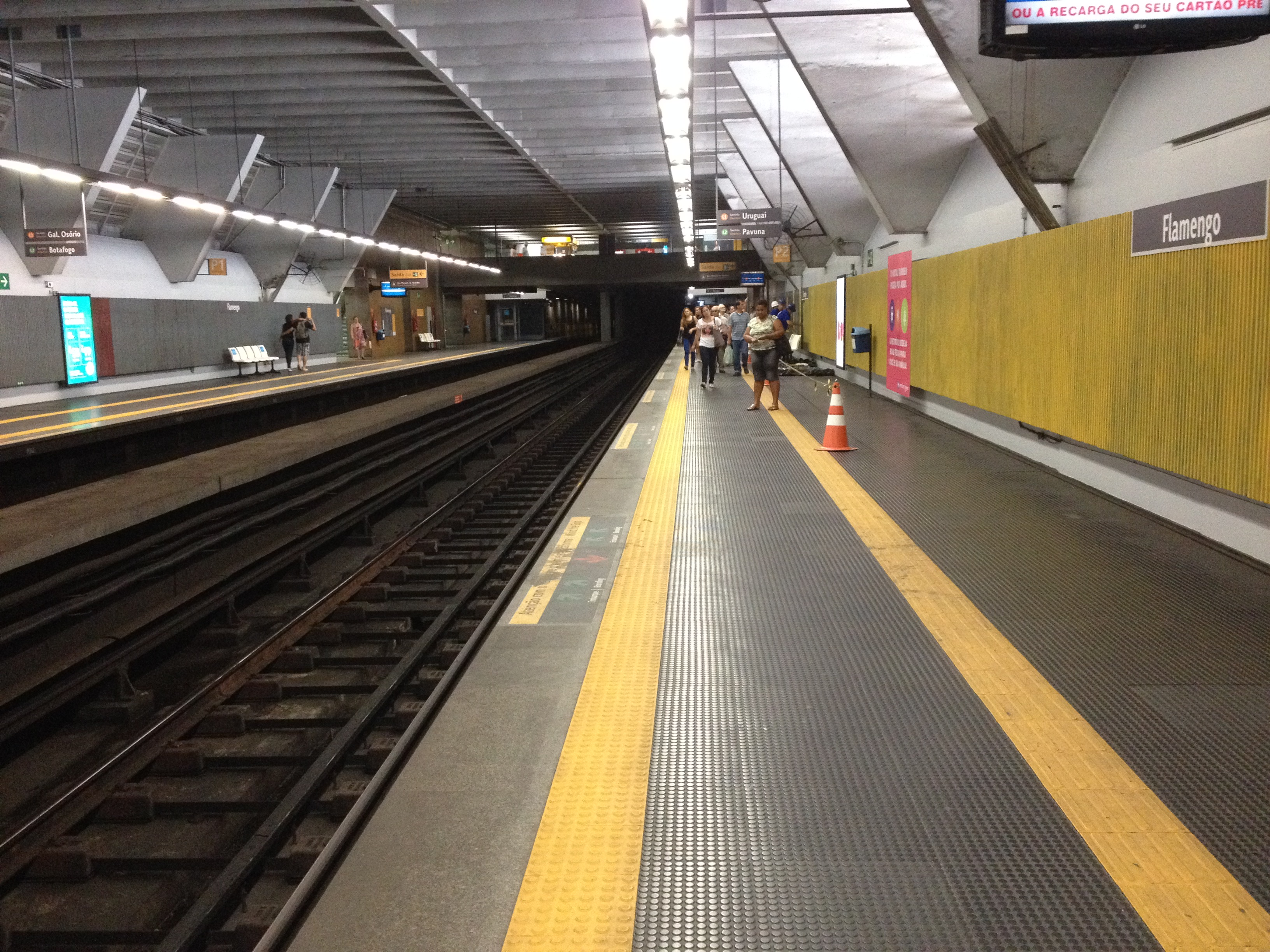
フラメンゴ駅
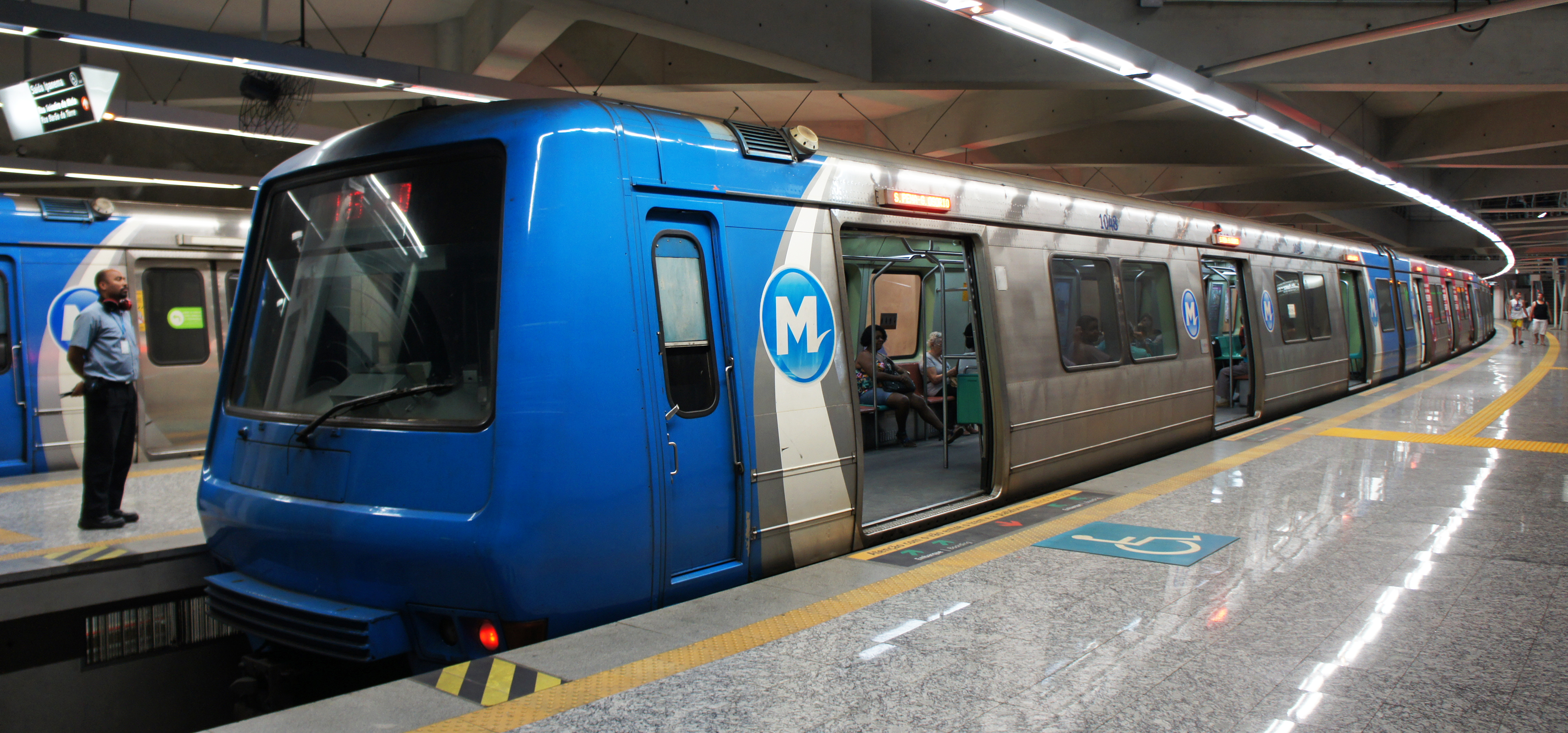
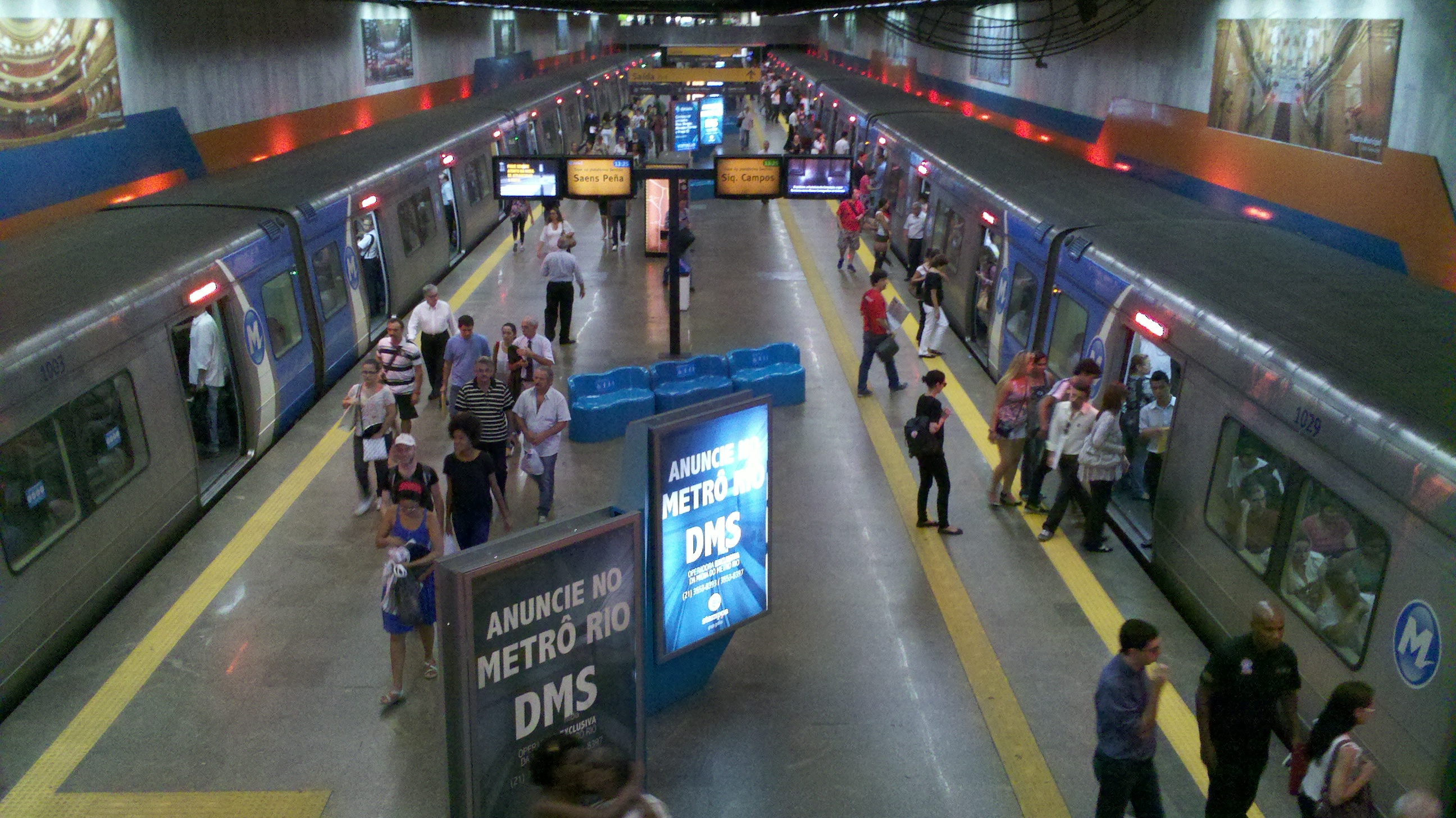
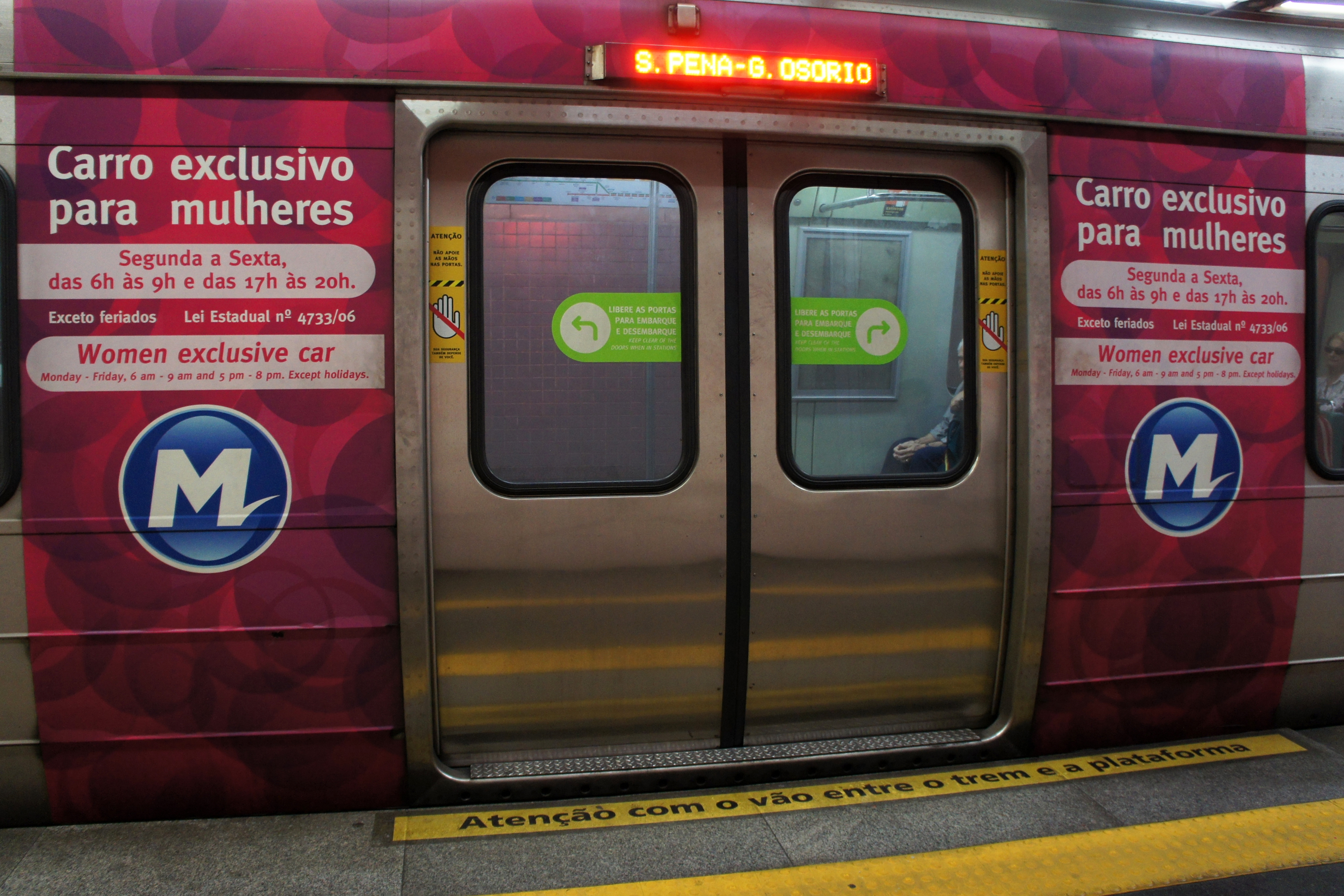
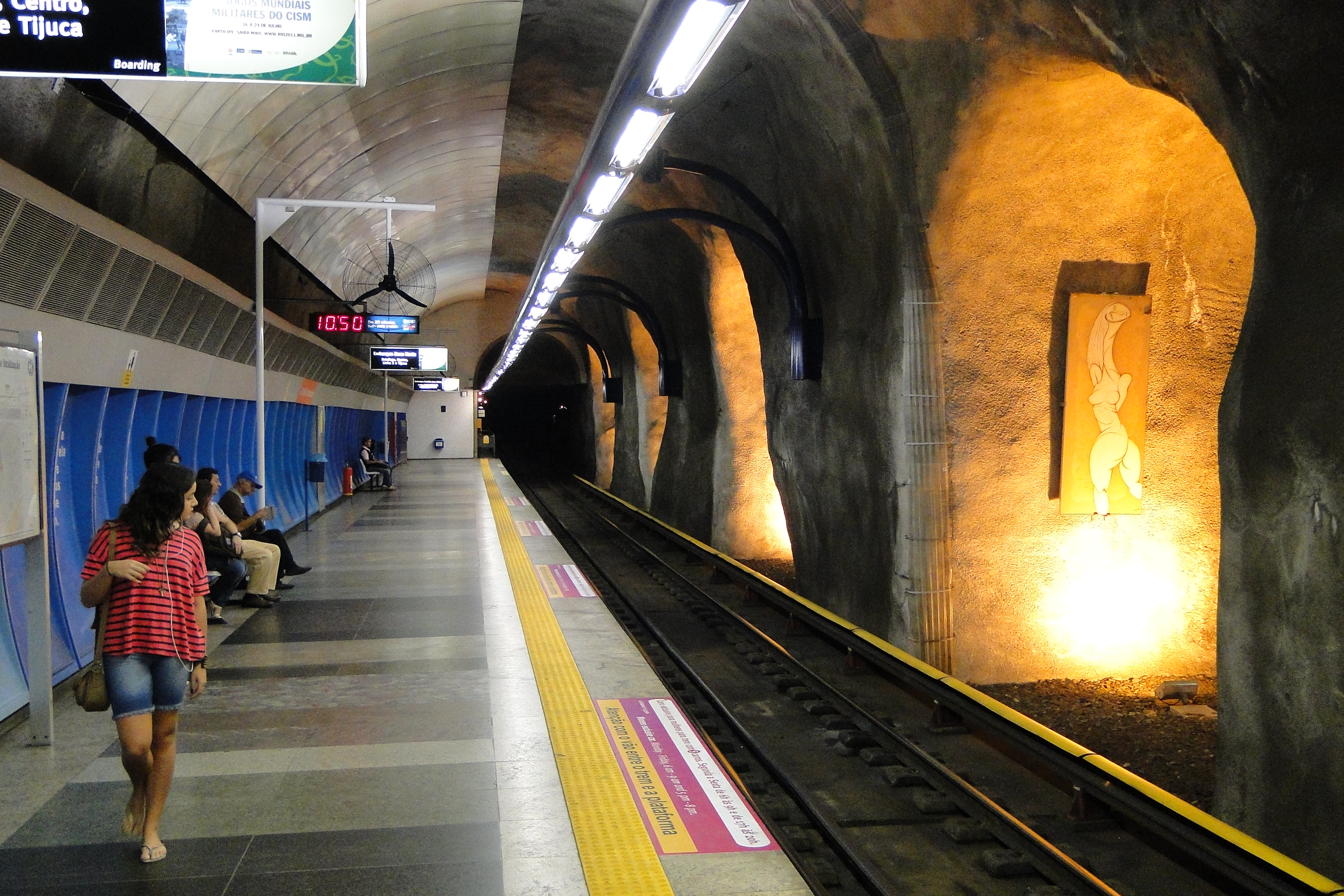
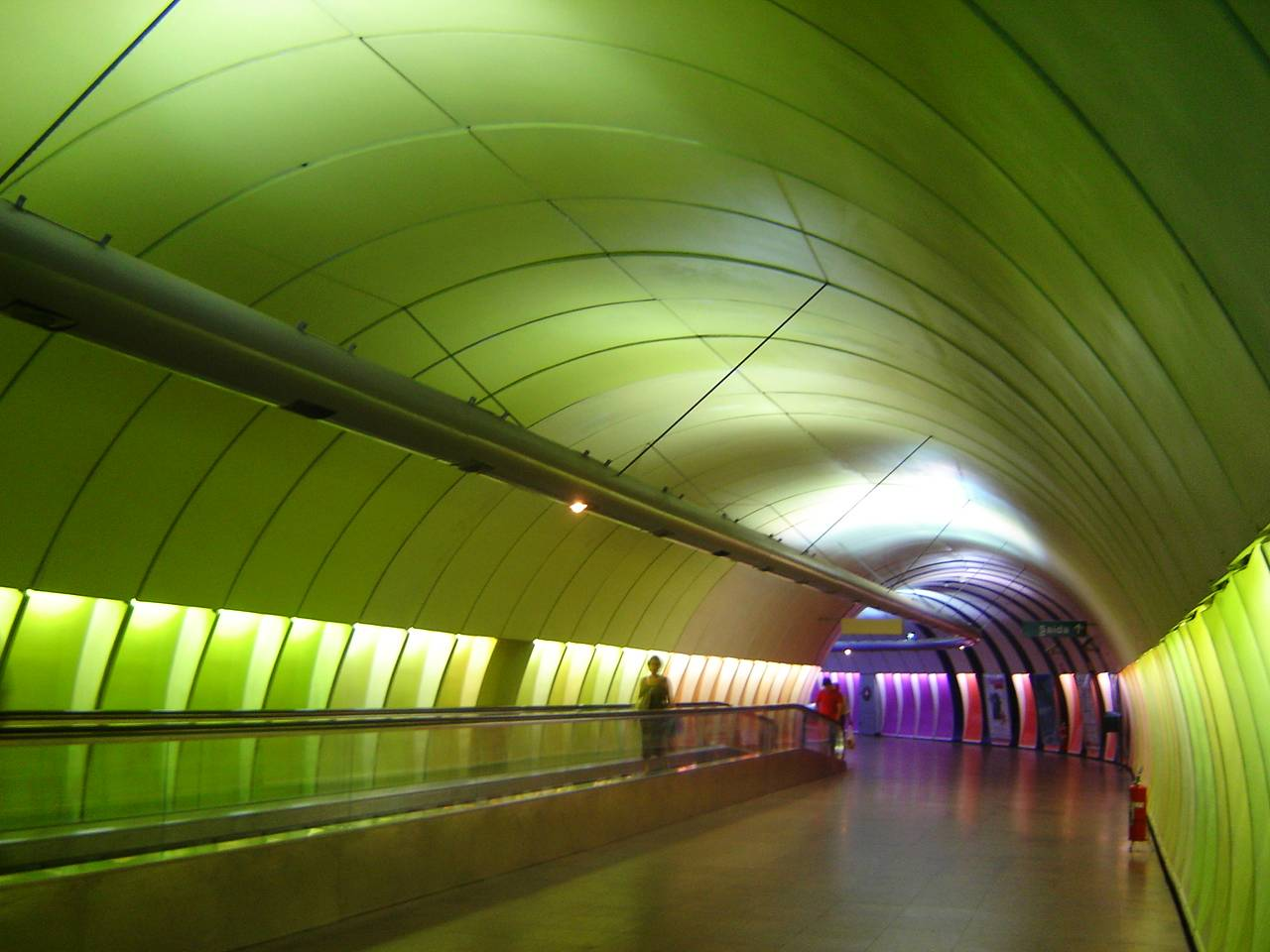
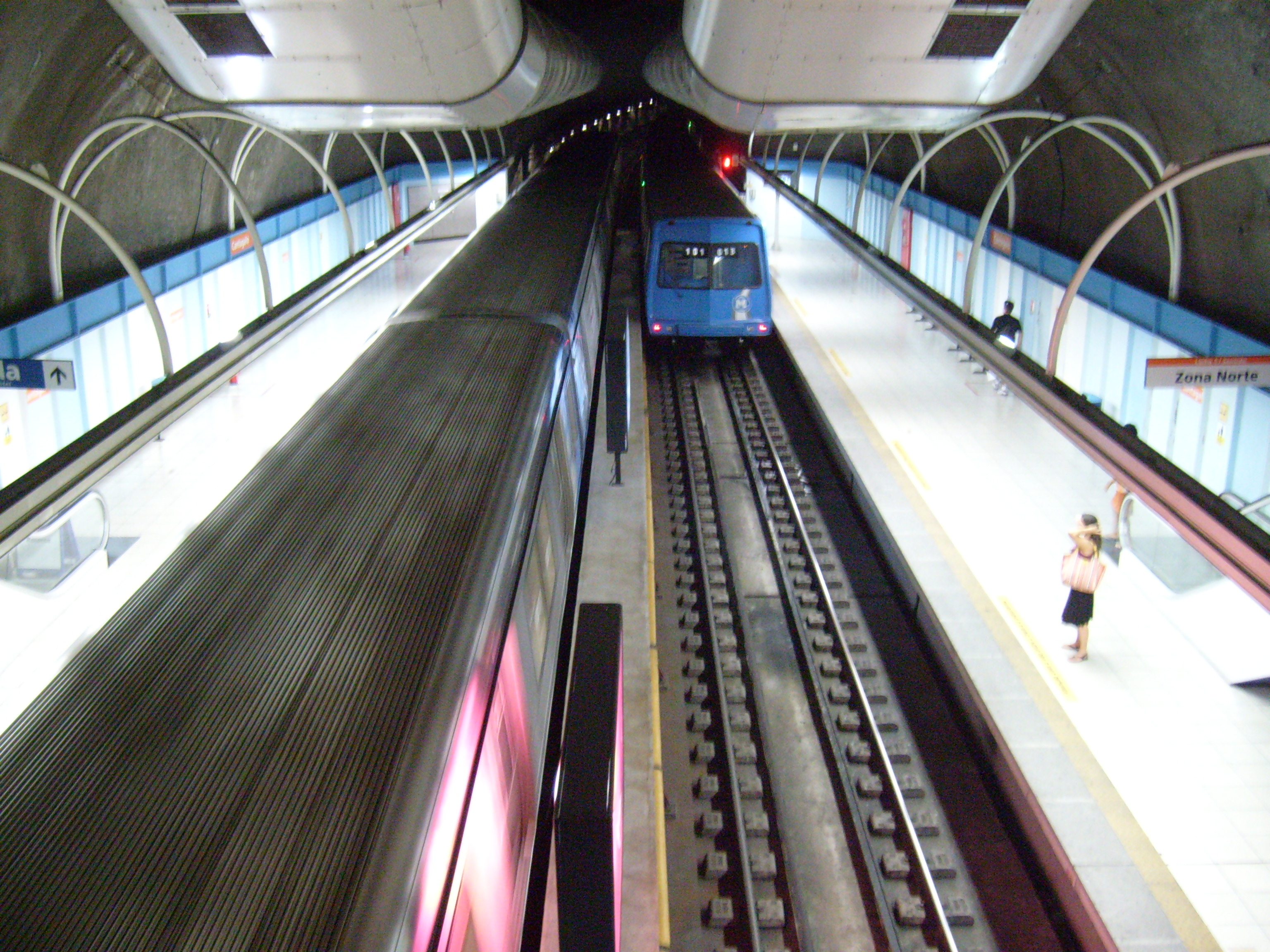
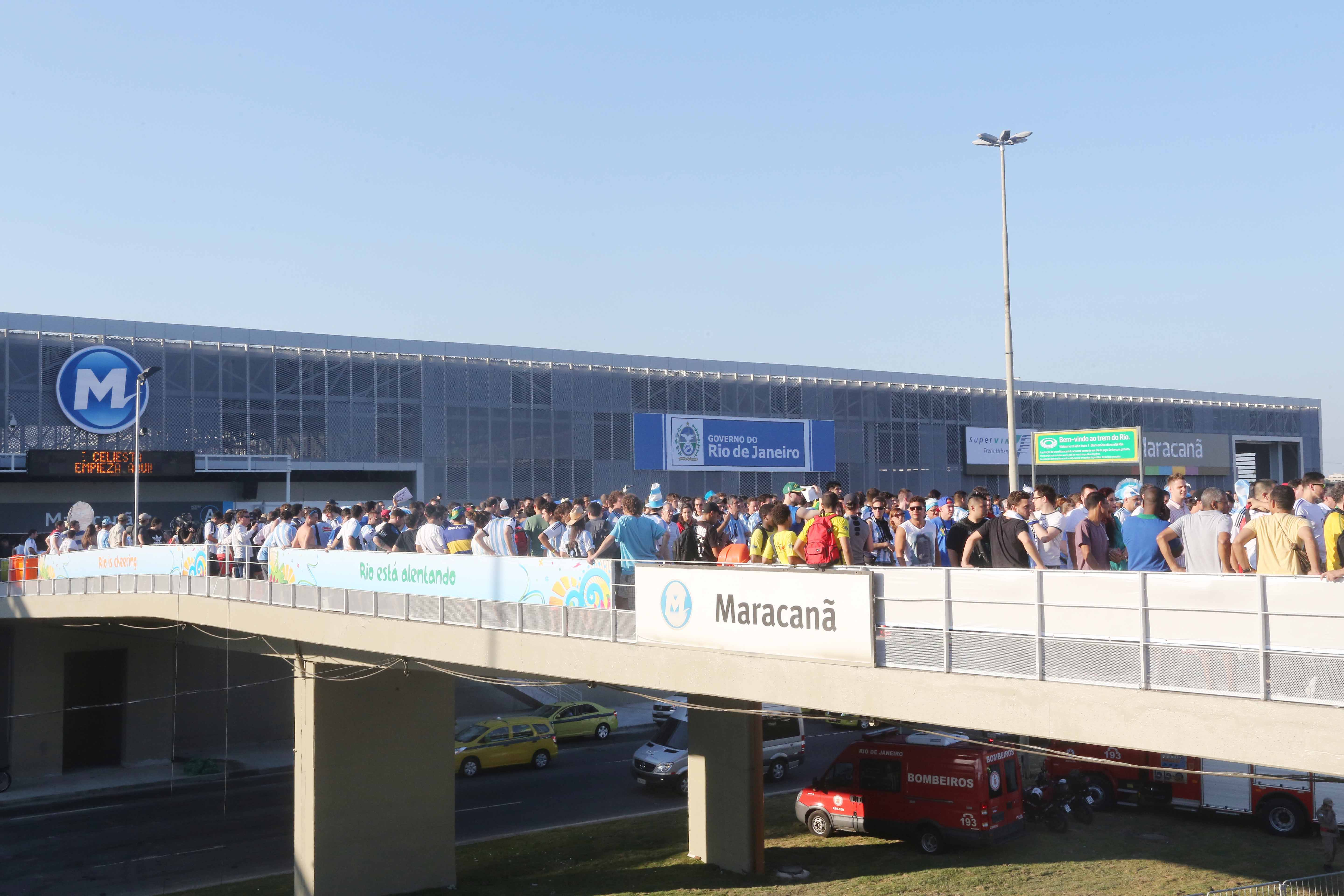
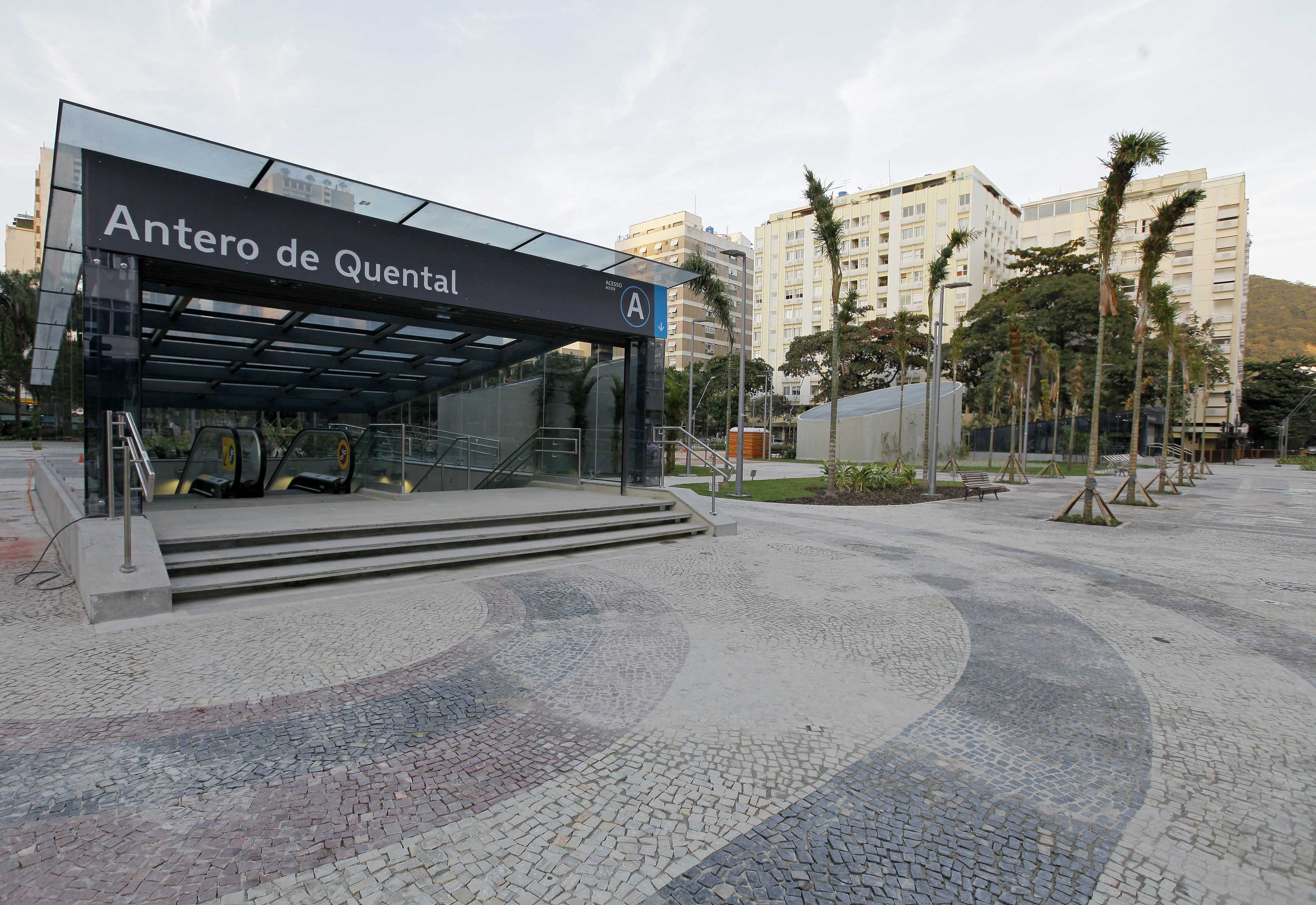
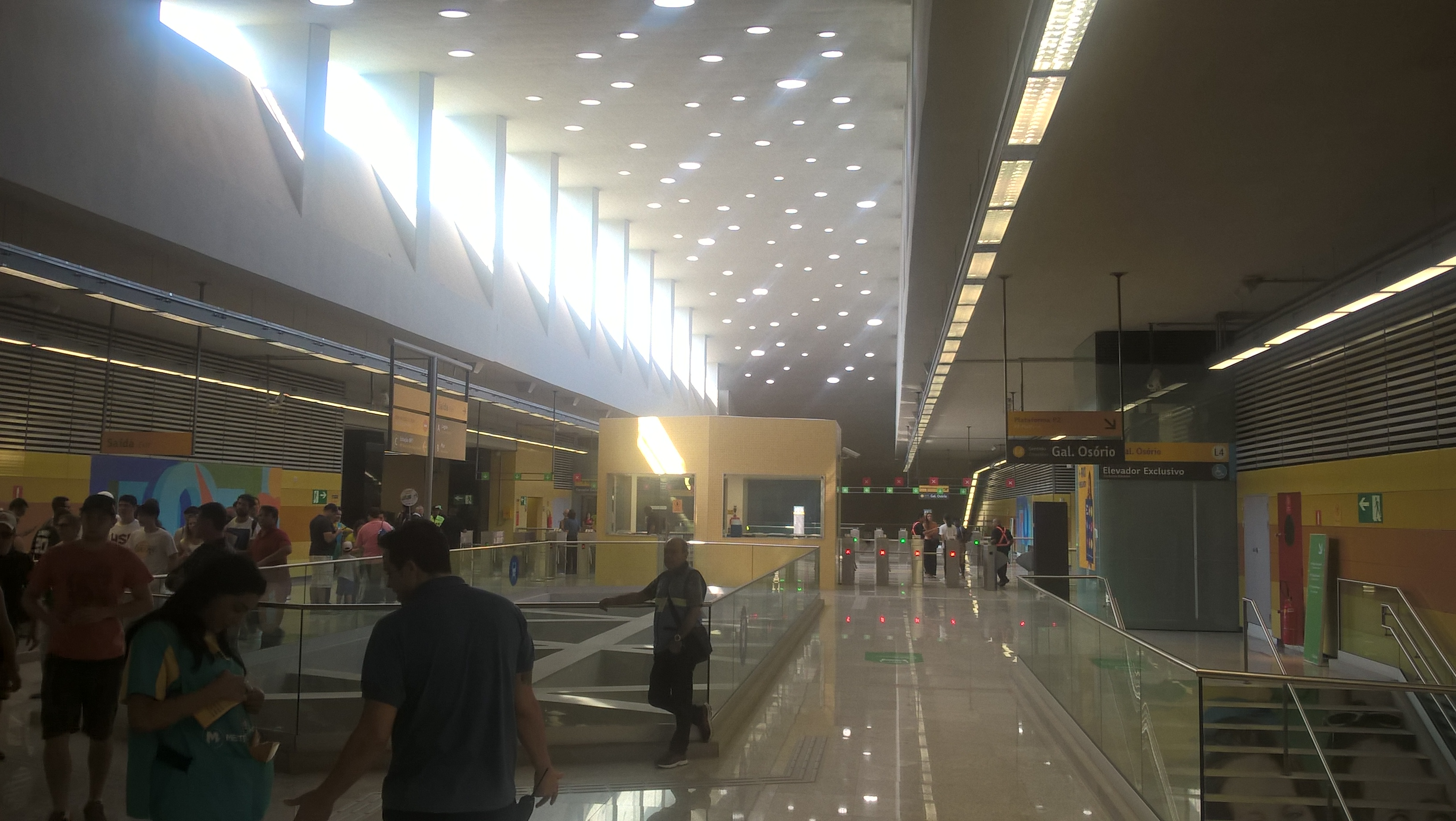